# Labeo lineatus
Labeo lineatus és una espècie de peix cipriniforme de la família dels ciprínids.

## Morfologia
Els mascles poden assolir els 78 cm de longitud total.

## Distribució geogràfica
Es troba a Àfrica: riu Congo i els Grans Llacs d'Àfrica (Llac Kivu, Tanganyika, Möero, Bangwelo, etc.).